# Национални пут Јапана 460
Национални пут Јапана 460 је Национални пут у Јапану, пут број 460, који спаја градове Шибата и Кашивазаки, укупне дужине 120,5 км.